# Neaphaenops tellkampfii
Neaphaenops tellkampfii is een keversoort uit de familie van de loopkevers (Carabidae). De wetenschappelijke naam van de soort was oorspronkelijk Anophthalmus tellkampfii en is voor het eerst geldig gepubliceerd in 1844 door Wilhelm Ferdinand Erichson. René Jeannel deelde de soort in 1920 in het nieuwe, monotypische geslacht Neaphaenops in.
Het is een blinde grottenkever, die leeft in de grotten in het karstgebied in Centraal- en Zuid-Kentucky, onder andere in Mammoth Cave National Park. De soort is genoemd naar Theodor Tellkampf, een van de eerste biologen die de fauna in Mammoth Cave onderzocht.
Thomas Calhoun Barr, Jr. onderzocht in 1979 de taxonomie en de verspreiding van de soort. Hij onderscheidde vier ondersoorten:
- Neaphaenops tellkampfii henroti met als typelocatie "Sig Shacklett's Cave", Guston, Meade County (Kentucky)
- Neaphaenops tellkampfii meridionalis; typelocatie "Hoy Cave", Franklin, Simpson County (Kentucky)
- Neaphaenops tellkampfii tellkampfii; typelocatie Mammoth Cave, Edmonson County (Kentucky)
- Neaphaenops tellkampfii viator; typelocatie "Brush Creek Cave", westelijk Green County (Kentucky)